# Taça de Portugal 1963-1964
La Taça de Portugal 1963-1964 fu la 24ª edizione della Coppa di Portogallo. Nella finale del 5 luglio 1964 allo Stadio nazionale di Jamor si ripropose il Classico del Portogallo tra Porto e Benfica, vinto da questi ultimi 6-2. Per gli Encarnados, già trionfatori in campionato, si trattò del dodicesimo titolo di Coppa nazionale.
Degno di nota il cammino della squadra delle Azzorre del Lusitânia che arrivò fino alle semifinali, raggiungendo così il massimo risultato per una rappresentativa coloniale in Coppa di Portogallo.

## Squadre partecipanti
In questa edizione erano presenti tutte le squadre di Primeira Divisão e di Segunda Divisão e i campioni delle Azzorre e di Mozambico i quali andarono direttamente ai quarti.

### Primeira Divisão

#### 14 squadre
| - Académica - Barreirense - Belenenses - Benfica - CUF Barreiro | - Leixões - Lusitano - Olhanense - Porto - Seixal | - Sporting Lisbona - Varzim - Vitória Guimarães - Vitória Setúbal |

### Segunda Divisão

#### 28 squadre
| - Alhandra - Atlético CP - Beira-Mar - Boavista - Braga - Cova da Piedade - Covilhã | - Desportivo Beja - Espinho - Farense - Famalicão - Feirense - Leça - Leões Santarém | - Lusitano FC - Lusitano VRSA - Luso - Marinhense - Montijo - Oliveirense - Oriental Lisbona | - Peniche - Portimonense - Sacavenense - Salgueiros - Sanjoanense - Torreense - Vianense |

### Altre partecipanti
- Ferroviário L. Marques (campione di Mozambico)
- Lusitânia (campione delle Azzorre)

## Primo turno
|                   | Risultato |                  | Andata | Ritorno | Spareggio |  |
| ----------------- | --------- | ---------------- | ------ | ------- | --------- |  |
| Vitória Guimarães | 10 - 0    | Seixal           | 6 - 0  | 4 - 0   |           |  |
| Vianense          | 5 - 1     | Lusitano VRSA    | 5 - 0  | 0 - 1   |           |  |
| Covilhã           | 4 - 5     | Vitória Setúbal  | 2 - 3  | 2 - 2   |           |  |
| Varzim            | 3 - 3     | Cova da Piedade  | 2 - 1  | 1 - 2   | 3 - 1     |  |
| Portimonense      | 0 - 8     | Leixões          | 0 - 2  | 0 - 6   |           |  |
| Salgueiros        | 3 - 2     | Feirense         | 2 - 0  | 1 - 2   |           |  |
| Oriental Lisbona  | 0 - 8     | Lusitano         | 0 - 2  | 0 - 6   |           |  |
| Oliveirense       | 1 - 5     | Farense          | 1 - 1  | 0 - 4   |           |  |
| Olhanense         | 1 - 2     | CUF Barreiro     | 0 - 0  | 1 - 2   |           |  |
| Montijo           | 6 - 4     | Torreense        | 4 - 2  | 2 - 2   |           |  |
| Marinhense        | 2 - 1     | Espinho          | 0 - 0  | 2 - 1   |           |  |
| Luso              | 1 - 12    | Benfica          | 0 - 6  | 1 - 6   |           |  |
| Lusitano FC       | 2 - 9     | Braga            | 2 - 5  | 0 - 4   |           |  |
| Leões Santarém    | 1 - 10    | Porto            | 0 - 7  | 1 - 3   |           |  |
| Barreirense       | 2 - 2     | Atlético CP      | 1 - 1  | 1 - 1   | 0 - 2     |  |
| Famalicão         | 5 - 4     | Sacavenense      | 2 - 1  | 3 - 3   |           |  |
| Boavista          | 8 - 4     | Desportivo Beja  | 4 - 2  | 4 - 2   |           |  |
| Belenenses        | 5 - 3     | Peniche          | 3 - 2  | 2 - 1   |           |  |
| Beira-Mar         | 5 - 2     | Sanjoanense      | 3 - 0  | 2 - 2   |           |  |
| Alhandra          | 4 - 9     | Sporting Lisbona | 3 - 5  | 1 - 4   |           |  |
| Académica         | 6 - 1     | Leça             | 6 - 1  | 0 - 0   |           |  |

## Secondo turno
- Sporting Lisbona

|                   | Risultato |            | Andata | Ritorno |  |
| ----------------- | --------- | ---------- | ------ | ------- |  |
| Vitória Setúbal   | 5 - 3     | Boavista   | 3 - 1  | 2 - 2   |  |
| Vitória Guimarães | 6 - 2     | Marinhense | 5 - 0  | 1 - 2   |  |
| Vianense          | 1 - 17    | Benfica    | 1 - 8  | 0 - 9   |  |
| Varzim            | 1 - 0     | Académica  | 1 - 0  | 0 - 0   |  |
| Salgueiros        | 5 - 2     | Farense    | 4 - 1  | 1 - 1   |  |
| Montijo           | 2 - 1     | Famalicão  | 1 - 1  | 1 - 0   |  |
| Leixões           | 3 - 6     | Porto      | 3 - 2  | 0 - 4   |  |
| CUF Barreiro      | 6 - 4     | Braga      | 6 - 1  | 0 - 3   |  |
| Beira-Mar         | 0 - 4     | Belenenses | 0 - 1  | 0 - 3   |  |
| Atlético CP       | 1 - 10    | Lusitano   | 1 - 4  | 0 - 6   |  |

## Terzo turno
- Lusitano

|                 | Risultato |                   | Andata | Ritorno | Spareggio |  |
| --------------- | --------- | ----------------- | ------ | ------- | --------- |  |
| Vitória Setúbal | 2 - 2     | Sporting Lisbona  | 2 - 2  | 0 - 0   | 1 - 0     |  |
| Salgueiros      | 2 - 4     | Benfica           | 1 - 1  | 1 - 3   |           |  |
| Montijo         | 1 - 10    | Belenenses        | 1 - 3  | 0 - 7   |           |  |
| Porto           | 5 - 2     | Vitória Guimarães | 3 - 1  | 2 - 1   |           |  |
| CUF Barreiro    | 6 - 4     | Varzim            | 5 - 2  | 1 - 2   |           |  |

## Quarti di finale
|                        | Risultato |              | Andata | Ritorno |  |
| ---------------------- | --------- | ------------ | ------ | ------- |  |
| Vitória Setúbal        | 1 - 4     | Belenenses   | 1 - 2  | 0 - 2   |  |
| Lusitano               | 2 - 11    | Benfica      | 1 - 8  | 1 - 3   |  |
| Ferroviário L. Marques | 3 - 5     | Lusitânia    | 1 - 3  | 2 - 2   |  |
| Porto                  | 9 - 3     | CUF Barreiro | 6 - 1  | 3 - 2   |  |

## Semifinali
|         | Risultato |            | Andata | Ritorno |  |
| ------- | --------- | ---------- | ------ | ------- |  |
| Porto   | [ 2 ]     | Lusitânia  |        |         |  |
| Benfica | 6 - 1     | Belenenses | 3 - 1  | 3 - 0   |  |

## Finale
| Arbitro: | José Rosa Dias Nunes (Faro) |

|                                                                           |           |                       |
| José Augusto 10’ 12’ Eusébio 30’ (rig.) Simões 48’ Serafim 71’ Torres 82’ | Marcatori | 17’ Pinto 70’ Batista |

| Benfica | Porto |

### Formazioni
| Benfica        |   |                 |
|                |   |                 |
| POR            | 1 | Costa Pereira   |
| DIF            |   | Germano         |
| DIF            |   | Fernando Cruz   |
| DIF            |   | Raúl Machado    |
| CEN            |   | Domiciano Cavém |
| CEN            |   | Mário Coluna () |
| CEN            |   | António Simões  |
| ATT            |   | Eusébio         |
| ATT            |   | José Torres     |
| ATT            |   | José Augusto    |
| ATT            |   | Serafim Pereira |
| Sostituiti:    |   |                 |
| Allenatore:    |   |                 |
| Lajos Czeizler |   |                 |

| Porto       |   |                   |
|             |   |                   |
| POR         | 1 | Américo Lopes     |
| DIF         |   | Alberto Festa     |
| DIF         |   | António Paula     |
| DIF         |   | João Almeida      |
| CEN         |   | Carlos Baptista   |
| CEN         |   | Joaquim Jorge     |
| CEN         |   | Custódio Pinto    |
| ATT         |   | Hernâni ()        |
| ATT         |   | Azumir Veríssimo  |
| ATT         |   | Jaime Silva       |
| ATT         |   | Francisco Nóbrega |
| Sostituiti: |   |                   |
| Allenatore: |   |                   |
| Otto Glória |   |                   |